# Episodi di The Life of Riley (terza stagione)
La terza stagione della serie televisiva The Life of Riley è stata trasmessa in anteprima negli Stati Uniti d'America dalla National Broadcasting Company tra il 17 settembre 1954 e il 24 giugno 1955.
| nº | Titolo originale                   | Titolo italiano | Prima TV USA      | Prima TV Italia |
| -- | ---------------------------------- | --------------- | ----------------- | --------------- |
| 1  | Junior's Secret                    |                 | 17 settembre 1954 |                 |
| 2  | Riley in the Wild Blue Yonder      |                 | 24 settembre 1954 |                 |
| 3  | Riley and the Suggestion Contest   |                 | 1º ottobre 1954   |                 |
| 4  | Destination Brooklyn               |                 | 8 ottobre 1954    |                 |
| 5  | The Dog Watch                      |                 | 15 ottobre 1954   |                 |
| 6  | Babs and Junior Try Home Economics |                 | 22 ottobre 1954   |                 |
| 7  | The Duck Hunting Trip              |                 | 29 ottobre 1954   |                 |
| 8  | Junior, the Chief Magistrate       |                 | 5 novembre 1954   |                 |
| 9  | Riley Buys a Statue                |                 | 12 novembre 1954  |                 |
| 10 | Riley Versus Numerology            |                 | 19 novembre 1954  |                 |
| 11 | Riley, the Friendly Neighbor       |                 | 26 novembre 1954  |                 |
| 12 | Riley's Wild Oats                  |                 | 3 dicembre 1954   |                 |
| 13 | Puppy Love                         |                 | 10 dicembre 1954  |                 |
| 14 | The Car Pool                       |                 | 17 dicembre 1954  |                 |
| 15 | Job Opening                        |                 | 24 dicembre 1954  |                 |
| 16 | Brotherly Love                     |                 | 31 dicembre 1954  |                 |
| 17 | Unwelcome Guests                   |                 | 7 gennaio 1955    |                 |
| 18 | Come Back, Little Junior           |                 | 14 gennaio 1955   |                 |
| 19 | Riley Buys a Wrestler              |                 | 21 gennaio 1955   |                 |
| 20 | Light-fingered Babs                |                 | 28 gennaio 1955   |                 |
| 21 | Family Activities Planned          |                 | 4 febbraio 1955   |                 |
| 22 | The Auction                        |                 | 11 febbraio 1955  |                 |
| 23 | A Bride for Otto                   |                 | 18 febbraio 1955  |                 |
| 24 | Sister Cissy Returns               |                 | 25 febbraio 1955  |                 |
| 25 | Night Shift                        |                 | 4 marzo 1955      |                 |
| 26 | Chicken Ranch                      |                 | 11 marzo 1955     |                 |
| 27 | Up to the Jury                     |                 | 18 marzo 1955     |                 |
| 28 | The Gymnasium                      |                 | 25 marzo 1955     |                 |
| 29 | Singing Cowboy                     |                 | 1º aprile 1955    |                 |
| 30 | Look Peg, I'm Dancing              |                 | 8 aprile 1955     |                 |
| 31 | Meet the Neighbor                  |                 | 15 aprile 1955    |                 |
| 32 | Babs Gets Engaged                  |                 | 22 aprile 1955    |                 |
| 33 | Babs Graduation from College       |                 | 29 aprile 1955    |                 |
| 34 | Brotherhood of the B.P.L.A.        |                 | 6 maggio 1955     |                 |
| 35 | The Blockade                       |                 | 13 maggio 1955    |                 |
| 36 | The Diet                           |                 | 20 maggio 1955    |                 |
| 37 | Episode #3.37                      |                 | 27 maggio 1955    |                 |
| 38 | Top Secret                         |                 | 3 giugno 1955     |                 |
| 39 | Riley Unites the Family            |                 | 10 giugno 1955    |                 |
| 40 | School Board Critic                |                 | 17 giugno 1955    |                 |
| 41 | The Stupid Cupid                   |                 | 24 giugno 1955    |                 |